# San Pedro de Chinatú
San Pedro de Chinatú är en ort i Mexiko.   Den ligger i kommunen Guadalupe y Calvo och delstaten Chihuahua, i den nordvästra delen av landet, 1 100 km nordväst om huvudstaden Mexico City. San Pedro de Chinatú ligger 2 552 meter över havet och antalet invånare är 540.
Terrängen runt San Pedro de Chinatú är kuperad. Runt San Pedro de Chinatú är det mycket glesbefolkat, med 6 invånare per kvadratkilometer. Närmaste större samhälle är Las Yerbitas Aserradero, 19,7 km sydväst om San Pedro de Chinatú. I omgivningarna runt San Pedro de Chinatú växer huvudsakligen savannskog.